# Bethany (Indiana)
Pour les articles homonymes, voir Bethany.
Bethany est une municipalité américaine située dans le comté de Morgan en Indiana.
Lors du recensement de 2010, sa population est de 81 habitants. La municipalité s'étend alors sur une superficie de 0,09 mille carré (0,23 km2).
La localité est fondée par des membres de l'Église chrétienne des Disciples du Christ. Comme de nombreuses villes américaines, elle doit son nom à la ville biblique de Béthanie.